# 硫代磷酰溴
硫代磷酰溴是化学式PSBr
3的无机化合物。

## 制备
硫代磷酰溴可以由三溴化磷和十硫化四磷或是硫单质在惰性气氛中一起加热到130 °C而成。
它也是P
4S
7和溴在低溫的二硫化碳中反应的产物之一。
1.5 P
4S
7 + 6 Br
2  →  PBr
3 + PSBr
3 + P
2S
6Br
2 + P
2S
5Br
4

## 结构和性质
硫代磷酰溴是四面体形分子，分子对称性C3v。气相电子衍射表明硫代磷酰溴的P-S键长为1.895 Å、P-Br键长为2.193 Å、S=P–Br键角为116.2°、Br–P–Br键角则为101.9°。
硫代磷酰溴可溶于二硫化碳、氯仿和乙醚。

## 反应
硫代磷酰溴容易水解，发生亲核取代反应以及和路易斯酸形成加合物。它和碘化锂的反应会产生PSBr
2I和PSBrI
2，但不会产生完全碘化的产物硫代磷酰碘 PSI
3。硫代磷酰溴在有机合成中可以把亚砜还原硫醚、把S-氧化硫酮还原成硫酮。